# チェリン・グラック
チェリン・グラック（Cellin Gluck 、1958年3月3日 - ）は、和歌山県出身の映画プロデューサー、映画監督。

## 人物
米国人だが日本で生まれ育った。そのため日米合作映画の製作に関わることが多い。

## 略歴
- 1958年に米国人の父と日系米国人の母の長男として和歌山県に生まれる。
- 広島県廿日市市と兵庫県神戸市東灘区で育った[1][2]。
- 神戸の国際学校カナディアン・アカデミーを卒業後にアメリカ合衆国に渡り、ポモナ・カレッジとピッツァー・カレッジ（英語版）で学んだ後、フランスのソルボンヌ大学（パリ第四大学）に留学。
- 日本で4年間フジテレビの国際制作関連の仕事に就き、そのころ寺山修司監督の『上海異人娼館/チャイナ・ドール』（1981年）の助監督を務め、映画の世界に入る。
- その後はニューヨークとロサンゼルスを拠点に様々なハリウッド映画や日米合作映画の助監督やプロデューサーなどを務める。
- 2000年5月に「Protean Image Group (P.I.G.)」を設立。ロサンゼルス以外にも2005年にはオフィスを上海にも置き、世界各国の製作会社と提携し、日米市場向けのCMや映画の製作を行なう。
- 2009年の『サイドウェイズ』（2004年の米映画『サイドウェイ』の日本版リメイク）で映画監督デビュー。

## 主な作品
- 上海異人娼館/チャイナ・ドール（1981年） ※助監督
- ブラック・レイン Black Rain (1989年） ※助監督
- 背徳の囁き Internal Affairs（1990年） ※助監督
- ピクチャーブライド Picture Bride（1994年） ※製作総指揮
- コンタクト Contact（1997年） ※助監督
- タイタンズを忘れない Remember The Titans（2000年） ※助監督
- イントゥ・ザ・サン Into the Sun（2005年） ※セカンドユニット監督
- ローレライ（2005年） ※米国ユニット監督
- トランスフォーマー（2007年） ※助監督
- 20世紀少年シリーズ（2008年 - 2009年） ※海外ユニット演出
- サイドウェイズ Sideways（2009年） ※監督
- 太平洋の奇跡 -フォックスと呼ばれた男- Oba, The Last Samurai（2011年） ※脚本、米国監督
- 日輪の遺産（2011年） ※外国側キャスティング
- 杉原千畝 スギハラチウネ（2015年） ※監督